# شعير الرمال البلرمي
شعير الرمال البلرمي (باللاتينية: Elymus panormitanus) نوع نباتي عشبي من جنس شعير الرمال ضمن الفصيلة النجيلية. سمي نسبة إلى مدينة بلرم (باليرمو) في صقلية.

## الموئل والانتشار
ينتشر هذا النوع في بلاد الشام وقبرص وتركيا وشرق أوروبا وإيطاليا وإسبانيا.

## مرادفات للاسم العلمي
- (باللاتينية: Agropyron panormitanum)
- (باللاتينية: Roegneria panormitana)
- (باللاتينية: Triticum panormitanum)